# Leucauge rubrotrivittata
Leucauge rubrotrivittata là một loài nhện trong họ Tetragnathidae.
Loài này thuộc chi Leucauge. Leucauge rubrotrivittata được Eugène Simon miêu tả năm 1906.